# Colydium lineola
Colydium lineola là một loài bọ cánh cứng trong họ Zopheridae. Loài này được Say miêu tả khoa học năm 1825.